# Bankner
Bankner es una ciudad censal situada en el distrito de Delhi noroeste,  en el territorio de la capital nacional,  Delhi (India). Su población es de 14788 habitantes (2011). 

## Demografía
Según el censo de 2011 la población de Bankner era de 14788 habitantes, de los cuales 8042 eran hombres y 6746 eran mujeres. Bankner tiene una tasa media de alfabetización del 81,08%, inferior a la media estatal del 86,21%: la alfabetización masculina es del 87,86%, y la alfabetización femenina del 73,06%.